# Hapoel Be'er Sheva B.C.

El Hapoel Be'er Sheva es un equipo de baloncesto israelí que compite en la Ligat ha'Al, la primera división del país. Tiene su sede en la ciudad de Beerseba.

## Posiciones en Liga
| Temporada | Nivel | Liga            | Pos | Copa de Israel   | Copa de la Liga  | Competiciones europeas | Competiciones europeas |
| --------- | ----- | --------------- | --- | ---------------- | ---------------- | ---------------------- | ---------------------- |
| 2014–15   | 3     | Liga Artzit     | 1º  |                  |                  |                        |                        |
| 2015–16   | 2     | National League | 5º  | Ronda de 32      |                  |                        |                        |
| 2016–17   | 2     | National League | 2º  | Cuartos de final |                  |                        |                        |
| 2017–18   | 2     | National League | 1º  | Cuartos de final |                  |                        |                        |
| 2018–19   | 1     | Ligat ha'Al     | 7º  | Cuartos de final | Finalista        |                        |                        |
| 2019–20   | 1     | Ligat ha'Al     | 9º  | Octavos de final | Cuartos de final |                        |                        |
| 2020–21   | 1     | Ligat ha'Al     |     |                  | 1ª ronda         | Liga de los Balcanes   | TR                     |

## Palmarés
- Artzit League:
  - Campeón Grupo Sur (1): 2014-15

## Jugadores destacados
| - Guy Cohen - Chris Watson |